# Мусаев, Немат Вахид оглы
Немат Вахид оглы Мусаев (азерб. Nemət Vahid oğlu Musayev; род. 17 января 2002) — азербайджанский футболист. Защитник. Выступает за «Кяпаз».

## Карьера
Родился 17 января 2002 года. Центральный защитник.
Выступал за сборную Азербайджана до 17 лет. В августе 2018 года в составе сборной принимал участие в Кубке президента Казахстана по футболу 2018.
В октябре 2018 года принимал участие в отборочном турнире к Евро 2019.
Играл за «Кяпаз-2».
1 июля 2023 года подписал контракт с «Кяпазом».